# メクレンブルク＝フォアポンメルン (フリゲート)
メクレンブルク＝フォアポンメルン（ドイツ語：Mecklenburg-Vorpommern, F 218）は、ドイツ海軍のフリゲート。ブランデンブルク級フリゲートの4番艦。艦名はメクレンブルク＝フォアポンメルン州に由来する。

## 艦歴
「メクレンブルク＝フォアポンメルン」は、ブレーマー・フルカン造船所・機械工場ブレーメン工場で1993年11月23日に起工し、1995年2月23日に進水、1996年12月6日に就役し第6フリゲート戦隊に配属された。
命名・進水式の際には当時のメクレンブルク＝フォアポンメルン州首相ベルント・ザイテ（de:Berndt Seite）の妻アンネマリー・ザイテが命名した。
2006年に第2フリゲート戦隊に所属変更される。2006年8月には国際連合レバノン暫定駐留軍に参加するために「F212 カールスルーエ」と共に出動準備し2007年初頭ごろまでレバノン沖にて展開する。2008年には不朽の自由作戦の一環としてアフリカの角海域（アフリカの角における不朽の自由作戦）にアメリカ合衆国主導の下で展開する。
2008年11月3日にヴィルヘルムスハーフェンを出航しアフリカの角へ向かい、「メクレンブルク＝フォアポンメルン」はアメリカ軍指揮下で6カ月間におよぶ対テロ作戦に従事する。2009年1月からは多国籍艦隊の先任艦となる。2009年4月にはソマリア沖2009年4月10日の事件において人質救出活動に参加する。また、2008年11月には海域航行船舶から海賊による脅威で緊急救助要請に応じている。欧州連合主導によるソマリア沖の海賊対策であるアタランタ作戦にも参加している。
第2機動隊群第2フリゲート戦隊に所属し、ヴィルヘルムスハーフェンを母港としている。

## ギャラリー

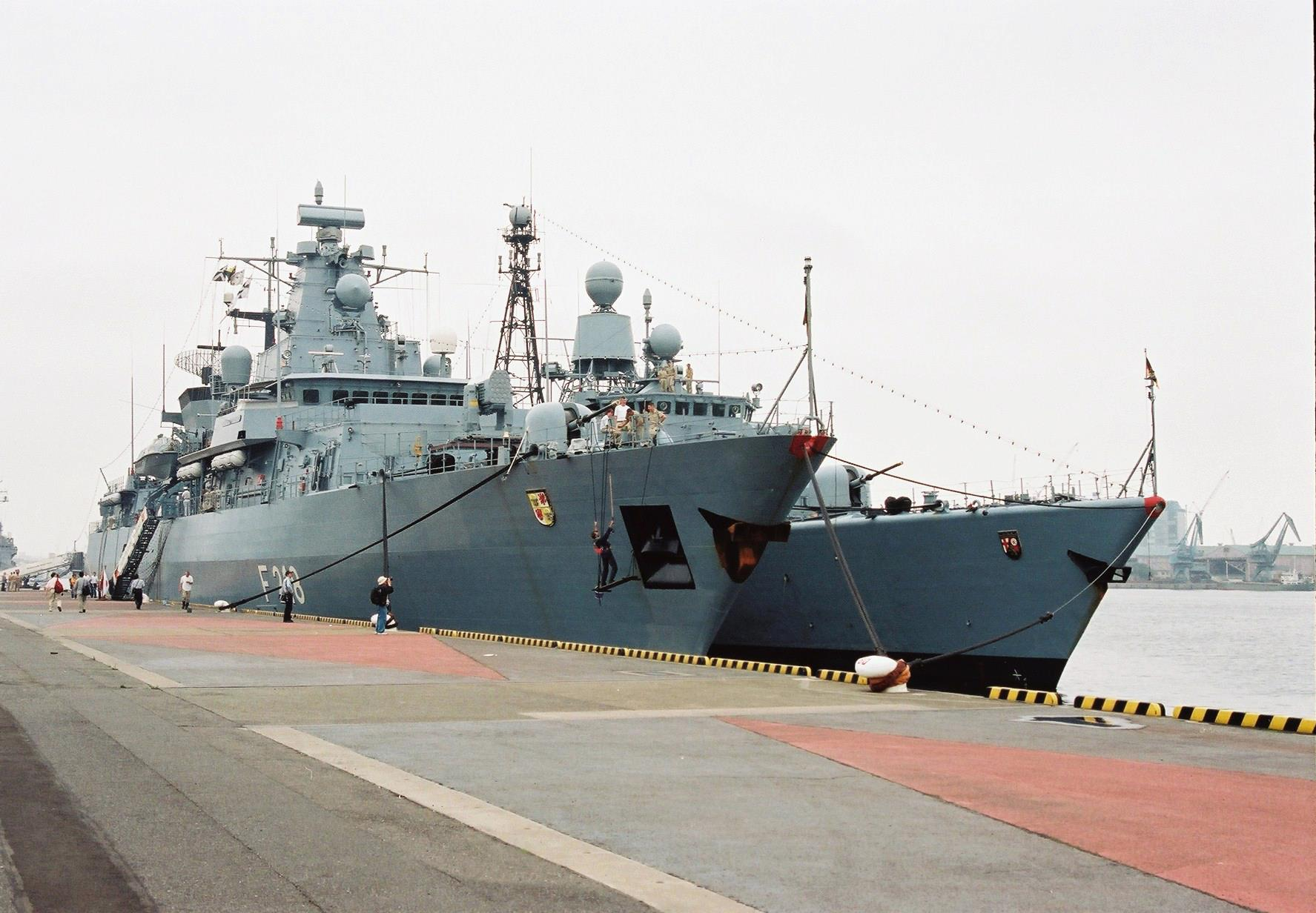
東京・晴海埠頭に入港した「メクレンブルク＝フォアポンメルン」（左）と「ラインラント＝プファルツ」（右）（2002年6月）